# Toxocarpus auriculatus
Toxocarpus auriculatus är en oleanderväxtart som först beskrevs av Bi., och fick sitt nu gällande namn av Joseph Decaisne. Toxocarpus auriculatus ingår i släktet Toxocarpus och familjen oleanderväxter. Inga underarter finns listade i Catalogue of Life.